# Włośnica ber

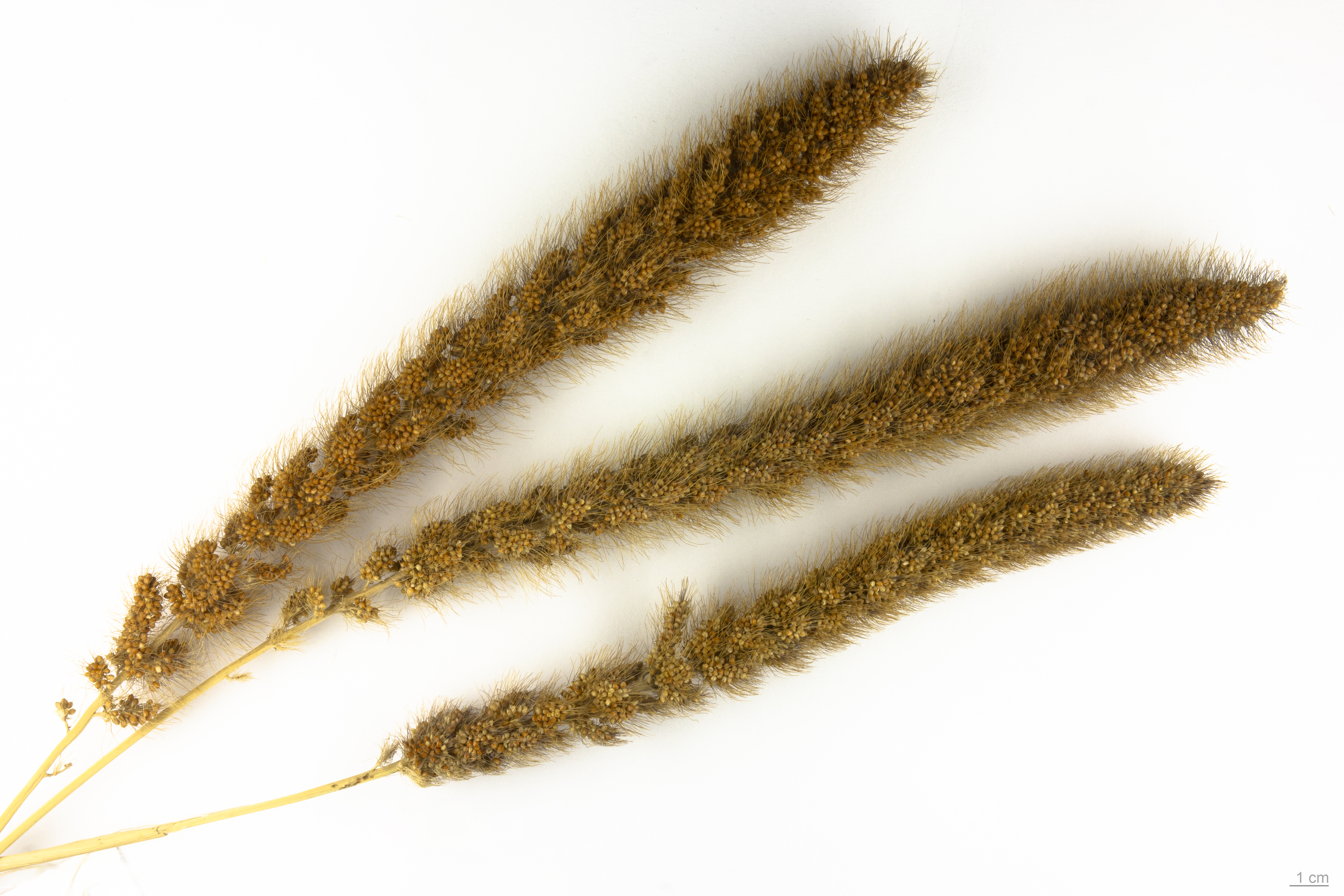
Setaria italica

Włośnica ber (Setaria italica) – gatunek rośliny zbożowej (też pastewna) z rodziny wiechlinowatych (dawniej nazywanych trawami). Znana też jako proso włoskie, czumiza, ber, proso pałkowe, włośnica włoska, szarłat, szczypanki. W Polsce rośnie jako antropofit zadomowiony. Pochodzi ze wsch. Azji, uprawiana głównie na Dalekim Wschodzie.

## Morfologia
Wysokość 0,5-1 m, wiecha kłosokształtna, zwisająca.

## Zmienność
Wyróżnia się 2 podgatunki:
- włośnica ber (Setaria italica ssp. maxima) – najczęściej spotykana, uprawiana głównie w północnych Chinach, na Półwyspie Koreańskim i Japonii.
- włośnica mohar (Setaria italica ssp. moharium) – uprawiany jako roślina pastewna na Węgrzech oraz w krajach sąsiednich.